# Alan Sokal
Alan David Sokal és un matemàtic i físic americà. Va néixer el 24 de gener del 1955 a Boston (Massachusetts). És conegut per l'afer Sokal.
Va acabar els seus estudis de física i matemàtiques a la Universitat Harvard el 1976 i va obtenir el doctorat a la Universitat de Princeton el 1981. Va treballar un any a la Universitat de Barcelona. És catedràtic a la Universitat de Nova York. És especialitzat en física matemàtica i combinatòria, concretament en la resolució de problemes de mecànica estadística i de teoria quàntica dels camps. Va ser un dels crítics majors del postmodernisme i de la temptativa d'aquests de desconstruir els aconseguiments de la Il·lustració.
| «                  | Convido tothom que pensi que les lleis de la física són meres convencions socials a transgredir aquestes convencions saltant d'una finestra del meu pis. (Visc al pis vint-i-u.) | » |
| — Alan Sokal, 1996 | |   |

## L'afer Sokal
El 1996 va publicar en una revista científica un article «Transgredir les fronteres: cap a una hermenèutica transformativa de la gravetat quàntica». El text era una paròdia, una barreja de paraules complicades sense sentit, de citacions ben referenciades, però fora de context sense cap contingut real, fet per desemmascarar autors pseudocientífics que escriuen texts absurds disfressats de ciència. Tot i això la revista científica americana postmoderna Social Text va publicar-lo sense cap objecció. Malgrat que contenia errors i informacions sense base, va ser admès per aquesta revista prestigiosa. «Així va quedar provat de forma difícilment refutable que altres textos dels mateixos especialistes participen d'aquest mateix caràcter obscur.» En va sortir l'«afer Sokal», quan va declarar el seu ardit i va posar en ridícul la revista. Va enviar a la mateixa revista un article nou, en el qual va confessar que «… el meu article [l'anterior publicat en Social Text] és una barreja de veritats, mitges veritats, quarts de veritat, falsedats, salts il·lògics i frases sintàcticament correctes que no tenen cap mena de sentit.» Social Text va refusar-ne la publicació. El mateix any va sortir el programari postmodernism generator, que permet de generar automàticament texts postmodernistes.
Va ser l'origen d'una controvèrsia vehement sobre l'objectivitat del món. La seva crítica de l'estafa científica, les reaccions i la polèmica que va suscitar, van alimentar un nou llibre escrit amb el catedràtic belga i també físic, Jean Bricmont: Impostures intel·lectuals, i el 2010 Beyond the Hoax (Enllà de la trampa) encara no traduït al català.

## Publicacions destacades
- «Transgressing the Boundaries: Towards a Transformative Hermeneutics of Quantum Gravity». Social Text, núm 46/47, primavera/estiu 1996, pàg. 217-252.
- «Transgressing the Boundaries: An Afterword» (en anglès). Dissent, 43, 4, autumn 1996, pàg. 93-99.
- Sokal, Alan; Bricmont, Jean. Impostures Intel·lectuals (en català, traduït del francès).  Empúries, 1999, p. 352. ISBN 9788475966564.[12]
- Beyond the Hoax: Science, Philosophy and Culture (en anglès). edició 2010.  Oxford: Oxford University Press, 2008, p. 488. ISBN 9780191623349. Traduït seria «Més enllà de les impostures intel·lectuals»[9]